# Michel Aupetit
Michel Christian Alain Aupetit (Versailles, 23 maart 1951) is een Frans rooms-katholiek geestelijke, en emeritus-aartsbisschop van Parijs.
Aupetit werd geboren in een onkerkelijk gezin. Toen hij 20 jaar was kocht hij een Bijbel, die hem op de weg tot het christelijk geloof bracht. Hij studeerde medicijnen aan de universiteit van Créteil. Na zijn afstuderen was hij twaalf jaar als arts werkzaam in Colombes. Op 39-jarige leeftijd trad hij toe tot het priesterseminarie en op 24 juni 1995 ontving hij de priesterwijding in het aartsbisdom Parijs. Van 1997 tot 2006 deed hij vervolgstudies in bio-ethiek aan het universiteitsziekenhuis Henri Mondor in Créteil.
Na verschillende pastorale taken vervuld te hebben in Parijs werd hij in 2006 vicaris-generaal van het aartsbisdom. Op 2 februari 2013 benoemde paus Benedictus XVI hem tot titulair bisschop van Maxita en tot hulpbisschop van Parijs. Hij ontving de bisschopswijding van de toenmalige aartsbisschop André Vingt-Trois op 21 april van dat jaar. Op 4 april 2014 benoemde paus Franciscus hem tot bisschop van Nanterre en op 7 december 2017 werd hij benoemd tot aartsbisschop van Parijs.
Op 8 januari 2018 werd Aupetit door paus Franciscus aangesteld als ordinarius voor gelovigen van Oosters-katholieke kerken in Frankrijk zonder eigen hiërarchie. Op 22 december 2018 benoemde paus Franciscus hem tot lid van de Congregatie voor de Bisschoppen en op 13 juli 2019 tot lid voor vijf jaar van de Congregatie voor de Clerus.
Eind november 2021 bood Aupetit zijn ontslag aan bij de paus nadat hij toegaf in 2012 een relatie met een vrouw te hebben gehad, voordat hij bisschop werd. Paus Franciscus aanvaardde zijn ontslag op 2 december 2021.